# Dick Zimmer

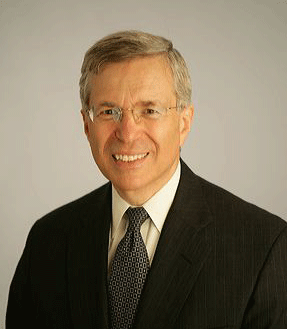
Dick Zimmer

Richard Alan „Dick“ Zimmer (* 16. August 1944 in Newark, New Jersey) ist ein US-amerikanischer Politiker. Zwischen 1991 und 1997 vertrat er den Bundesstaat New Jersey im US-Repräsentantenhaus.

## Werdegang
Dick Zimmer besuchte bis 1966 die Yale University. Nach einem anschließenden Jurastudium an derselben Universität und seiner 1969 erfolgten Zulassung als Rechtsanwalt begann er in New York City in diesem Beruf zu arbeiten. 1975 verlegte er seinen Wohnsitz und seine Kanzlei nach New Brunswick. Gleichzeitig schlug er als Mitglied der Republikanischen Partei eine politische Laufbahn ein. Zwischen 1982 und 1987 war er Abgeordneter in der New Jersey General Assembly; von 1987 bis 1991 saß er im Staatssenat.
Bei den Kongresswahlen des Jahres 1990 wurde Zimmer im zwölften Wahlbezirk von New Jersey in das US-Repräsentantenhaus in Washington, D.C. gewählt, wo er am 3. Januar 1991 die Nachfolge von Jim Courter antrat. Nach zwei Wiederwahlen konnte er bis zum 3. Januar 1997 drei Legislaturperioden im Kongress absolvieren. Dort war er zwischenzeitlich im Committee on Ways and Means, im Wissenschaftsausschuss und im Committee on Government Operations.
1996 verzichtete Zimmer auf eine weitere Kandidatur für das US-Repräsentantenhaus. Stattdessen bewarb er sich in diesem Jahr sowie erneut 2008 jeweils erfolglos für den US-Senat. Nach dem Ende seiner Zeit im US-Repräsentantenhaus arbeitete er bis 2001 als Anwalt für eine Kanzlei in Princeton. Seit 2001 ist er als Berater für die Kanzlei Gibson, Dunn & Crutcher in der Bundeshauptstadt Washington tätig. Seit dem 11. März 2010 ist Dick Zimmer Vorsitzender der Privatisierungskommission von New Jersey.